# Knipowitschia
Knipowitschia es un género de peces de la familia Gobiidae y de la orden de los Perciformes.

## Especies
Se reconocen 17 especies dentro del género:
- Knipowitschia byblisia
- Knipowitschia cameliae
- Knipowitschia caucasica
- Knipowitschia caunosi
- Knipowitschia croatica
- Knipowitschia ephesi
- Knipowitschia goerneri
- Knipowitschia iljini
- Knipowitschia longecaudata
- Knipowitschia mermere
- Knipowitschia milleri
- Knipowitschia montenegrina
- Knipowitschia mrakovcici
- Knipowitschia panizzae
- Knipowitschia punctatissima
- Knipowitschia radovici
- Knipowitschia thessala